# Back to the Start (album d'Airrace)
Pour les articles homonymes, voir Back to the Start.
Albums de Airrace
Shaft of Light
(1984)
Back to the Start est un album du groupe de hard rock britannique Airrace, sorti en juillet 2011.

## Musiciens
- Keith Murrell : chant
- Laurie Mansworth : guitare
- Simon Dawson : batterie
- Toby Sadler : claviers
- David Boyce : basse
- Dean Howard : guitare